# Heinkel He 178
Heinkel He 178 byl první letoun na světě, který úspěšně létal a byl poháněn pouze proudovým motorem. Vznikl ze soukromé iniciativy firmy Heinkel. Poprvé vzlétl 27. srpna 1939 pilotovaný Erichem Warsitzem. Tomu o tři dny dřív předcházel ještě krátký skok, který se nedá považovat za skutečný let.

## Vývoj

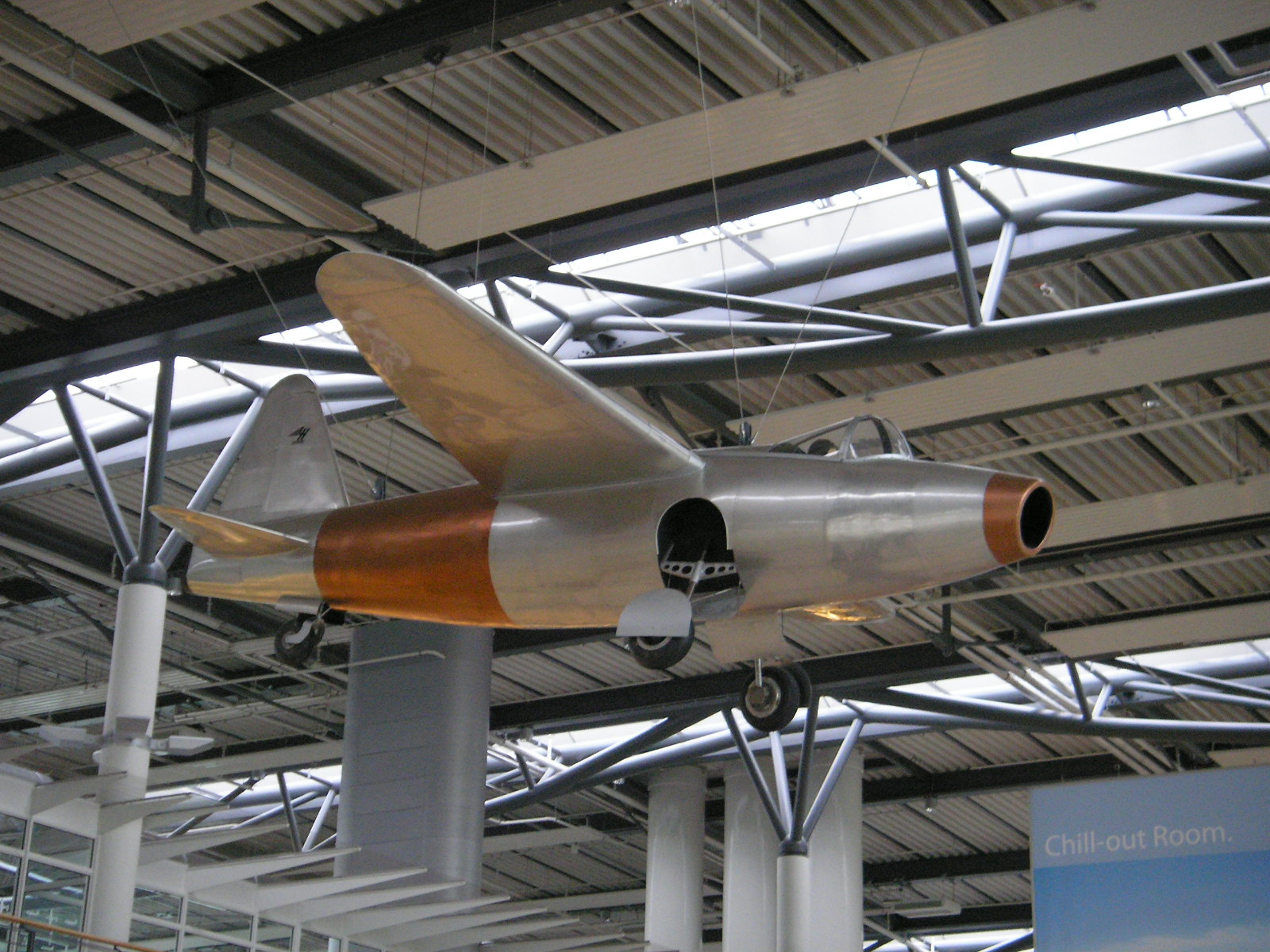
Replika na letišti v Rostocku

V roce 1936 mladý inženýr Hans von Ohain podal patent na používání spalin z plynové turbíny jako prostředek pro pohon. Prezentoval svůj návrh Heinkelovi, který mu slíbil pomoc. Von Ohain úspěšně předvedl svůj první motor v roce 1937 a krátce na to se objevily plány otestovat motor v letadlech. Heinkel He 178 byl navržen s třetím von Ohainovým motorem, který spaloval dieselové palivo. Výsledkem bylo malé letadlo konvenční konstrukce, s vysoce osazeným dřevěným křídlem. Motor měl nasávací otvor v přídi letounu. Letoun měl tříbodový podvozek ostruhového typu se zvýšenou ostruhou s kolečkem, který poskytoval pilotovi při pojezdu a vzletu výborný výhled. Při prvním letu byl podvozek pevný, později byl přestavěn na zatahovací.
Letadlo mělo velký úspěch, i když šlo jen o testovací model. S rychlostí 650 km/h byl rychlejší, než jakékoliv vojenské letadlo na světě až do roku 1944, kdy vzlétl Me 262 a Me 163 Komet. 1. listopadu 1939 zorganizoval Heinkel demonstraci pro RLM (říšské ministerstvo letectví). Vrchní velení Luftwaffe proudové letadlo nezaujalo, i když jeho výkony, hlavně rychlost byly na tu dobu úžasné. Nejvyšší představitelé německého letectva byli zatím spokojeni se stíhačkou Messerschmitt Bf 109 a tak projekt nepodpořili. Heinkel byl však neústupný a rozhodl s pokračovat ve vývoji. Vyvíjel dvoumotorovou proudovou stíhačku Heinkel He 280, kde zužitkoval to, co se od He 178 naučil. Heinkel He 178 byl umístěn v Deutsches Technikmuseum, kde byl zničen při náletu v roce 1943.

## Specifikace

### Technické údaje
- Posádka: 1 (pilot)
- Rozpětí: 7,20 m
- Délka: 7,48 m
- Výška: 2,10 m

He 178

- Hmotnost prázdného letounu: 1570 kg
- Vzletová hmotnost: 1950 kg
- Pohonná jednotka: 1x Heinkel He S 3B

### Výkony
- Maximální rychlost: 640 km/h